# Litovelské Pomoraví
Litovelské Pomoraví (în cehă Chráněná krajinná oblast Litovelské Pomoraví) este o arie protejată (arie de protecție specială avifaunistică — SPA) din Republica Cehă întinsă pe o suprafață de 9.318,66 ha, integral pe uscat.

## Localizare
Centrul sitului Litovelské Pomoraví este situat la coordonatele 49°41′53″N 17°06′17″E / 49.698056°N 17.104722°E.

## Înființare
Situl Litovelské Pomoraví a fost declarat arie de protecție specială avifaunistică în ianuarie 2005 pentru a proteja 3 specii de animale.

## Biodiversitate
Situată în ecoregiunea continentală, aria protejată nu include niciun habitat protejat.
La baza desemnării sitului se află mai multe specii protejate de  păsări (3): pescăruș albastru (Alcedo atthis), ciocănitoarea de stejar (Dendrocopos medius), muscar-gulerat (Ficedula albicollis).